# Coefficient de luminance sous éclairage diffus d'une peinture routière
Le coefficient de luminance sous éclairage diffus d’une peinture routière traduit la capacité de cette peinture à refléter la lumière du jour, donc sa visibilité de jour.
Cet indicateur caractérise la brillance du marquage tel qu’il est perçu par les conducteurs dans des conditions normales de luminosité naturelle.

## Formule
Le coefficient de luminance sous éclairage diffus est donné par la formule :
- L = la luminance sous éclairage diffus (mcd.m^{-2})
- E{\displaystyle \bot }= l'éclairement de la zone considérée (lx).

Il est exprimé en millicandelas par mètre carré et par lux.

## Luminancemètre
Ce coefficient est mesuré par un luminancemètre.

## Classes de performances[1],[2]
Les différentes classes définies dépendent du support sur lequel est appliqué le produit de marquage routier : bitume ou ciment.